# Puchar Włoch w rugby union mężczyzn (2019/2020)
Puchar Włoch w rugby union mężczyzn (2019/2020) – trzydziesta druga edycja Pucharu Włoch mężczyzn w rugby union. Zarządzane przez Federazione Italiana Rugby zawody odbywały się w dniach 28 września 2019 – 18 stycznia 2020 roku.
W swoich grupach zwyciężyły zespoły Rovigo, Petrarca, Viadana i Fiamme Oro, dwie pierwsze wyszły także zwycięsko z półfinałowych dwumeczów. Na arenę finałowego pojedynku związek wyznaczył Stadio Mario Battaglini w Rovigo, a triumfowali w nim gospodarze zdobywając pierwszy w historii klubu puchar kraju.

## System rozgrywek
Do zawodów przystąpiło jedenaście zespołów najwyższej klasy rozgrywkowej, które w tym sezonie nie występowały w europejskich pucharach, podzielonych na cztery grupy. Rozgrywki były prowadzone w pierwszej fazie systemem kołowym w terminach, w których odbywały się mecze pucharowe. Do drugiej fazy rozgrywek awansowali zwycięzcy grup, którzy rywalizowali w dwurundowej fazie pucharowej. Harmonogram spotkań został opublikowany w lipcu 2019 roku.

## Faza grupowa

### Grupa A
| 28 września 201916:00 | Viadana | 34:23(24:13) | Valorugby Emilia | Stadio Luigi Zaffanella, Viadana Widzów: 1500 Sędzia: Federico Vedovelli |
| 28 września 201916:00 |         | 34:23(24:13) |                  | Stadio Luigi Zaffanella, Viadana Widzów: 1500 Sędzia: Federico Vedovelli |

| 5 października 201916:00 | Valorugby Emilia | 47:12(19:0) | Lyons | Impianto sportivo Canalina, Reggio nell’Emilia Widzów: 500 Sędzia: Andrea Spadoni |
| 5 października 201916:00 |                  | 47:12(19:0) |       | Impianto sportivo Canalina, Reggio nell’Emilia Widzów: 500 Sędzia: Andrea Spadoni |

| 16 listopada 201914:00 | Lyons | 3:38(3:10) | Viadana | Stadio comunale Walter Beltrametti, Piacenza Widzów: 250 Sędzia: Federico Boraso |
| 16 listopada 201914:00 |       | 3:38(3:10) |         | Stadio comunale Walter Beltrametti, Piacenza Widzów: 250 Sędzia: Federico Boraso |

### Grupa B
| 28 września 201916:00 | I Medicei | 23:31(13:17) | Rovigo | Ruffino Stadium Mario Lodigiani, Florencja Widzów: 700 Sędzia: Emanuele Tomò |
| 28 września 201916:00 |           | 23:31(13:17) |        | Ruffino Stadium Mario Lodigiani, Florencja Widzów: 700 Sędzia: Emanuele Tomò |

| 5 października 201916:00 | Rovigo | 44:17(27:10) | Colorno | Stadio Mario Battaglini, Rovigo Widzów: 900 Sędzia: Riccardo Angelucci |
| 5 października 201916:00 |        | 44:17(27:10) |         | Stadio Mario Battaglini, Rovigo Widzów: 900 Sędzia: Riccardo Angelucci |

| 16 listopada 201914:30 | Colorno | 17:16(7:10) | I Medicei | Campo Pavesi, Colorno Widzów: 250 Sędzia: Dante D’Elia |
| 16 listopada 201914:30 |         | 17:16(7:10) |           | Campo Pavesi, Colorno Widzów: 250 Sędzia: Dante D’Elia |

### Grupa C
| 28 września 201916:00 | San Donà | 6:41(6:8) | Petrarca | Stadio Romolo Pacifici, San Donà di Piave Widzów: 200 Sędzia: Riccardo Angelucci |
| 28 września 201916:00 |          | 6:41(6:8) |          | Stadio Romolo Pacifici, San Donà di Piave Widzów: 200 Sędzia: Riccardo Angelucci |

| 5 października 201915:00 | Petrarca | 50:10(29:3) | Mogliano | Centro Sportivo Memo Geremia, Padwa Sędzia: Gabriel Chirnoaga |
| 5 października 201915:00 |          | 50:10(29:3) |          | Centro Sportivo Memo Geremia, Padwa Sędzia: Gabriel Chirnoaga |

| 16 listopada 201915:00 | Mogliano | 7:26(0:19) | San Donà | Stadio Maurizio Quaggia, Mogliano Veneto Widzów: 300 Sędzia: Matteo Franco |
| 16 listopada 201915:00 |          | 7:26(0:19) |          | Stadio Maurizio Quaggia, Mogliano Veneto Widzów: 300 Sędzia: Matteo Franco |

### Grupa D
| 28 września 201916:00 | SS Lazio | 21:27(15:19) | Fiamme Oro | Centro sportivo Giulio Onesti, Rzym Widzów: 1200 Sędzia: Vincenzo Schipani |
| 28 września 201916:00 |          | 21:27(15:19) |            | Centro sportivo Giulio Onesti, Rzym Widzów: 1200 Sędzia: Vincenzo Schipani |

| 5 października 201915:00 | Fiamme Oro | 28:15(28:3) | SS Lazio | Caserma S. Gelsomini, Rzym Widzów: 800 Sędzia: Emanuele Tomò |
| 5 października 201915:00 |            | 28:15(28:3) |          | Caserma S. Gelsomini, Rzym Widzów: 800 Sędzia: Emanuele Tomò |

## Faza pucharowa

### Półfinały
| 7 grudnia 201915:00 | Rovigo | 41:10(12:3) | Viadana | Stadio Santa Maria Goretti, Katania Widzów: 850 Sędzia: Riccardo Angelucci |
| 7 grudnia 201915:00 |        | 41:10(12:3) |         | Stadio Santa Maria Goretti, Katania Widzów: 850 Sędzia: Riccardo Angelucci |

| 7 grudnia 201915:00 | Petrarca | 34:20(17:10) | Fiamme Oro | Centro Sportivo Memo Geremia, Padwa Widzów: 600 Sędzia: Federico Boraso |
| 7 grudnia 201915:00 |          | 34:20(17:10) |            | Centro Sportivo Memo Geremia, Padwa Widzów: 600 Sędzia: Federico Boraso |

| 14 grudnia 201914:30 | Viadana | 17:5(7:0) | Rovigo | Stadio Luigi Zaffanella, Viadana Widzów: 800 Sędzia: Gabriel Chirnoaga |
| 14 grudnia 201914:30 |         | 17:5(7:0) |        | Stadio Luigi Zaffanella, Viadana Widzów: 800 Sędzia: Gabriel Chirnoaga |

| 14 grudnia 201914:30 | Fiamme Oro | 12:18(0:13) | Petrarca | Caserma S. Gelsomini, Rzym Widzów: 800 Sędzia: Riccardo Angelucci |
| 14 grudnia 201914:30 |            | 12:18(0:13) |          | Caserma S. Gelsomini, Rzym Widzów: 800 Sędzia: Riccardo Angelucci |

### Finał
| 18 stycznia 202015:00 | Rovigo | 10:3(0:3) | Petrarca | Stadio Mario Battaglini, Rovigo Widzów: 3000 Sędzia: Manuel Bottino |
| 18 stycznia 202015:00 |        | 10:3(0:3) |          | Stadio Mario Battaglini, Rovigo Widzów: 3000 Sędzia: Manuel Bottino |